# Laba Laba
 (février 2024).
Si vous disposez d'ouvrages ou d'articles de référence ou si vous connaissez des sites web de qualité traitant du thème abordé ici, merci de compléter l'article en donnant les références utiles à sa vérifiabilité et en les liant à la section « Notes et références ».
Albums de Anggun, Nicky Astria, Nike Ardilla, Cut Irna...
Dunia Aku Punya (Anggun)
(1986) Anak Putih Abu-Abu (Anggun)
(1991)
Compilations par Anggun
Tua Tua Keladi
(1990) Takut
(1990)
Laba Laba est une compilation indonésienne paru en 1990.
Cet album rassemble plusieurs artistes qui chantent un morceau chacun : Anggun, Nicky Astria, Nike Ardilla, Cut Irna, Atiek CB & Achmad Albar, Yevie Nabela, Yulia R., Lady Avisha et Marty Syamala.

## Liste des titres
| 1.  | Laba Laba            | Anggun                  | 3:48 |
| 2.  | Ku Mau               | Nicky Astria            | 3:49 |
| 3.  | Kelap Kelip Cinta    | Nike Ardilla            | 3:35 |
| 4.  | Konsekwen            | Cut Irna                | 4:25 |
| 5.  | Aku Punya Cita-Cita  | Atiek CB & Achmad Albar | 3:48 |
| 6.  | Kucari Bayanganmu    | Anggun                  | 4:31 |
| 7.  | Cermin Kita          | Yevie Nabela            | 4:17 |
| 8.  | Dimana-Mana Ada Kamu | Yulia R.                | 4:38 |
| 9.  | Sesumbar             | Lady Avisha             | 3:55 |
| 10. | Lengah               | Marty Syamala           | 3:42 |